# Zentraler Omnibusbahnhof Magdeburg
Der Zentrale Omnibusbahnhof (ZOB) Magdeburg liegt in Sachsen-Anhalts Landeshauptstadt Magdeburg. Er wird durch die Magdeburger Verkehrsbetriebe betrieben.

## Lage
Der Omnibusbahnhof liegt am Verkehrsknotenpunkt Damaschkeplatz in der Innenstadt Magdeburgs. Dort befindet sich der zentrale Umsteigeplatz für den ÖPNV in Magdeburg, an dem sich diverse Straßenbahnlinien und innerstädtische Buslinien der MVB treffen (Haltestelle "Damaschkeplatz/ZOB"). Des Weiteren liegt östlich der Hauptbahnhof Magdeburg, welcher über den Konrad-Adenauer-Platz durch den Westeingang zu erreichen ist. Der Hauptbahnhof ist der wichtigste Knotenpunkt im Bahnverkehr im nördlichen Sachsen-Anhalt. Somit ist der ZOB ein Bestandteil der Schnittstelle zwischen Bahn, Straßenbahn und Bus in Magdeburg.
Der Omnibusbahnhof ist über die daneben gelegenen Auf- und Abfahrten zum Magdeburger Ring (B 71) an die A 2 und die A 14 angebunden. Nördlich läuft die Ernst-Reuter-Allee als eine der Hauptverkehrsadern der Innenstadt für den Straßenverkehr aus den westlichen Stadtteilen am ZOB vorbei. Dort wird seit 2015 ein Tunnelbauwerk errichtet, was zu umfangreichen Straßensperrungen über mehrere Jahre führt. Von Süden kommen ist der ZOB über die Maybachstraße mit benutzungspflichtigem Zweirichtungsradweg erreichbar. Eigene Fahrrad- und Autoparkplätze für den Zubringer- und Abholerverkehr sind nicht vorhanden, jedoch befinden sich in unmittelbarer Nähe die entsprechenden Einrichtungen des Hauptbahnhofs.

## Beschreibung

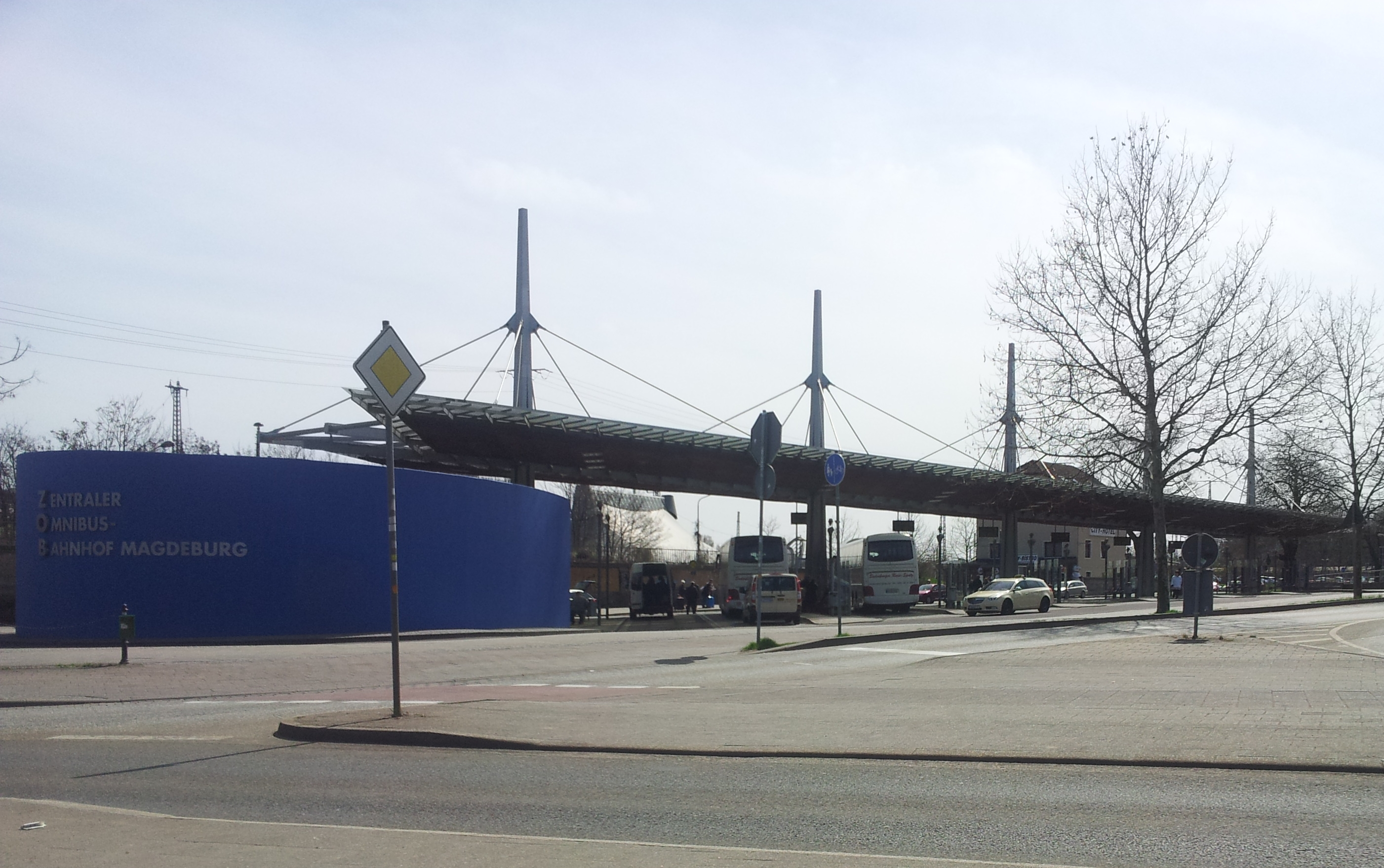
Links die Wartehalle des Busbahnhofes

Der 2003 fertiggestellte Busbahnhof verfügt über sieben überdachte Bussteige, auf denen jährlich rund 260.000 Reisende ankommen und abfahren. Diese verfügen über Sitzmöglichkeiten und digitale Anzeigetafeln.
Außerdem befindet sich neben Bussteig 1 die geschlossene Wartehalle mit Informations- und Fahrkartenschalter. Für ankommende Busse existiert ein weiterer Bussteig, jedoch ohne Überdachung und Sitzmöglichkeiten.

## Anbindung im Busnetz

### Innerstädtischer Verkehr
Im innerstädtischen Verkehr bedient der Omnibusbahnhof lediglich die Linie 59 in den Stadtpark.

### Regionalbusverkehr
Mit etwa 350 An- und Abfahrten durch 14 Buslinien bildet der Busbahnhof einen wichtigen Knotenpunkt im regionalen Busverkehr. Zu den Busverkehrsgesellschaften gehören die BördeBus Verkehrsgesellschaft, die Nahverkehrsgesellschaft Jerichower Land, die Personenverkehrsgesellschaft Altmarkkreis-Salzwedel und die Kreisverkehrsgesellschaft Salzland. Seit dem 12. Dezember 2010 existiert für Magdeburg und die anliegenden Landkreise der Verkehrsverbund marego, wodurch Umstiege auf andere Fahrzeuge des ÖPNV erleichtert wurden.
| Linie   | Bussteig | Linienverlauf                                                                  | Verkehrsunternehmen                                 |
| ------- | -------- | ------------------------------------------------------------------------------ | --------------------------------------------------- |
| <+> 100 | 1        | Magdeburg ZOB – Haldensleben – Gardelegen – Klötze – Salzwedel                 | Personenverkehrsgesellschaft Altmarkkreis-Salzwedel |
| 134     | 2        | Magdeburg ZOB – Beyendorf – Dodendorf – Biere – Eickendorf – Calbe             | Kreisverkehrsgesellschaft Salzland                  |
| 161     | 2        | Magdeburg ZOB – Langenweddingen – Egeln                                        | Kreisverkehrsgesellschaft Salzland                  |
| <+> 602 | 5        | Magdeburg ZOB – Schleibnitz – Wanzleben – Klein Wanzleben – Seehausen          | BördeBus Verkehrsgesellschaft                       |
| <+> 603 | 5        | Magdeburg ZOB – Hohendodeleben – Wanzleben – Klein Wanzleben – Oschersleben    | BördeBus Verkehrsgesellschaft                       |
| 610     | 3        | Magdeburg ZOB – Barleben – Elbeu – Wolmirstedt                                 | BördeBus Verkehrsgesellschaft                       |
| 612     | 5        | Magdeburg ZOB – Niederndodeleben – Irxleben – Nordgermersleben – Rottmersleben | BördeBus Verkehrsgesellschaft                       |
| 613     | 3        | Magdeburg ZOB – Magdeburg Bhf. Neustadt – Barleben – Ebendorf – Rottmersleben  | BördeBus Verkehrsgesellschaft                       |
| 614     | 4        | Magdeburg ZOB – Irxleben – Hermsdorf – Schackensleben – Rottmersleben          | BördeBus Verkehrsgesellschaft                       |
| 652     | 4        | Magdeburg ZOB – Eichenbarleben – Eilsleben – Völpke – Hötensleben              | BördeBus Verkehrsgesellschaft                       |
| 659     | 3        | Magdeburg ZOB – Osterweddingen (nur vereinzelter Nachtverkehr)                 | BördeBus Verkehrsgesellschaft                       |
| 663     | 5        | Magdeburg ZOB – Niederndodeleben – Klein Rodensleben – Dreileben – Seehausen   | BördeBus Verkehrsgesellschaft                       |
| 704     | 1        | Magdeburg ZOB – Lostau – Hohenwarthe – Niegripp – Schartau – Burg              | Nahverkehrsgesellschaft Jerichower Land             |
| <+> 720 | 1        | Magdeburg ZOB – Heyrothsberge – Königsborn – Zeddenick – Möckern – Loburg      | Nahverkehrsgesellschaft Jerichower Land             |

### Fernbusverkehr
Neben den bestehenden Verbindungen gibt es außerdem weitere Reise-, Ausflugs- und Gelegenheitsverbindungen nach Paris, Minsk, London und Budapest. Seit 2013 fahren den ZOB in Magdeburg auf Bussteig 6 und 7 diverse Fernbuslinien verschiedener Busgesellschaften an. Fahrten in über 60 europäische Städte wurden dort angeboten, darunter Städte wie Amsterdam, Berlin, Den Haag, Hamburg, München, Prag, Rotterdam und Warschau.
Aktuell halten Fernbusse der Unternehmen Ecolines, Flixbus und Union Ivkoni am ZOB Magdeburg. Innerdeutsche Fernbusverbindungen werden hier nur noch von Flixbus angeboten.